# نبيل المغربي
نبيل المغربي (1942 - 4 يونيو 2015) سجين سياسي مصري سابق، قضى ما مجموعه 33 عامًا من الحبس في السجون المصرية، وعليه يعتبر أقدم سجين سياسي في البلاد، كان المغربي من أوائل الذين اعتقلوا ضمن حملة اعتقالات سبتمبر 1981 والتي أمر بها الرئيس المصري الأسبق محمد أنور السادات قُبيل اغتياله بشهر تقريبًا، واتٌّهم المغربي لاحقًا بالقضية التي عُرفت بـ «قضية تنظيم الجهاد» وحٌكم عليه بالسجن المؤبد 25 عامًا، وقد تجاوز سجنه هذه المدة بـ 5سنوات وبضع شهور. خرج من السجن بعد ثورة 25 يناير 2011، ثم أعيد اعتقاله بعد الانقلاب العسكري على الرئيس محمد مرسي في يوليو/تموز 2013، واتهمته السلطات في القضية التي عُرفت إعلاميًا بـ«خلية الظواهري».
ينتمي المغربي إلى تنظيم الجهاد المصري، وكان ضابط احتياط سابق بالمخابرات الحربية المصرية، وشارك في حرب أكتوبر 1973.

## وفاته
بعد تدهور حالته الصحية في السجن  توفي يوم الخميس 4 يونيو 2015 داخل مستشفى المنيل الجامعي الذي نُقل إليه قبل عشرة أيام. وكان المغربي مصابا بالسرطان وأمراض الكبد، حسبما نقلت وكالة الأناضول. وشيعت الجنازة في منطقة عين شمس (شمال شرقي القاهرة).